# Haykota (district)
Haykota est un district de la région Gash-Barka de l'Érythrée. La principale ville et capitale de ce district est Haykota. 